# Binjamin Ben Eli’ezer
Binjamin Ben Eli’ezer, Fu’ad Ben Eli’ezer (hebr. בנימין (פואד) בן אליעזר; ur. 12 lutego 1936, zm. 28 sierpnia 2016 w Tel Awiwie) − izraelski wojskowy i polityk. Generał brygady (alluf), minister w kilku rządach. Pierwszy Żyd pochodzący z Iraku, który przewodził Partii Pracy.

## Życiorys
Urodzony w Iraku, Ben Eli’ezer wyemigrował do Izraela w 1950 roku. Wstąpił do armii w 1954 roku. Był gubernatorem wojskowym Zachodniego Brzegu. Wybrany do Knesetu w 1984, został ministrem budownictwa i konstrukcji, ministrem komunikacji, ministrem obrony i wicepremierem. Był członkiem Partii Pracy, której przewodniczącym był w latach 2001–2002.
Postrzegany był jako „jastrząb” w sprawach polityki zagranicznej; był jednym z głównych architektów inwazji na Liban, a także zwolennikiem operacji Ochronna Tarcza w Dżaninie. Opowiadał się za zawieszeniem rozmów z Palestyńczykami do czasu wstrzymania ataków terrorystycznych, choć uważał, iż w takim przypadku należy powziąć postanowienia „kompromisowe”.
W wyborach na przewodniczącego partii, które odbyły się 9 listopada 2005. Ben Eli’ezer zajął trzecie miejsce. Otrzymał 16.82% głosów, co sprawiło, iż poprzedni lider, Szimon Peres, przegrał z Amirem Peretzem.
Po wyborach w 2006 roku został ministrem infrastruktury w rządzie Ehuda Olmerta, ponieważ weszła do niego także Partia Pracy.
Po wyborach w 2009 roku, w wyniku których lider Likudu Binjamin Netanjahu utworzył koalicję rządową, Ben Eli’ezer wszedł 31 marca 2009 w skład gabinetu jako minister przemysłu, handlu i pracy.
Zmarł 28 sierpnia 2016 w szpitalu w Tel Awiwie. Został pochowany na cmentarzu w Holonie.

## Życie prywatne
Mieszkał w Riszon le-Cijjon, był żonaty i miał dwójkę dzieci.